# Bătălia de la Breansk (1941)
Bătălia de la Breansk (2–21 octombrie 1941) a fost o bătălie de douăzeci de zile din timpul celui de-Al Doilea Război Mondial, care a avut loc în regiunea Breansk, ca parte a campaniei generale de la Moscova. După ce s-a întors din campania de la Kiev, generalul german Heinz Guderian a atacat într-o direcție neașteptată, capturând orașele Breansk și Oriol cu puține pierderi, încercuind astfel două formațiuni sovietice, Armata a 13-a și Armata a 3-a. O a treia formațiune sovietică, Armata a 50-a, a fost înconjurată de infanteria Armatei a 2-a germană în nordul Breanskului. Cu toate acestea, unitățile încercuite ale Armatei Roșii au continuat să lupte, întârziind ofensiva asupra Moscovei cu două săptămâni. Această amânare, precum și pierderile suferite de Wehrmacht în lichidarea unităților sovietice dispersate (Pungile de la Viazma și Breansk) au contribuit la prăbușirea Germaniei Naziste la porțile Moscovei.
În urma acestei bătălii, germanii au ocupat doi ani Breanskul până când au fost goniți de Armata Roșie la 17 septembrie 1943, ca parte a campaniei de la Smolensk.

## Context și planificare

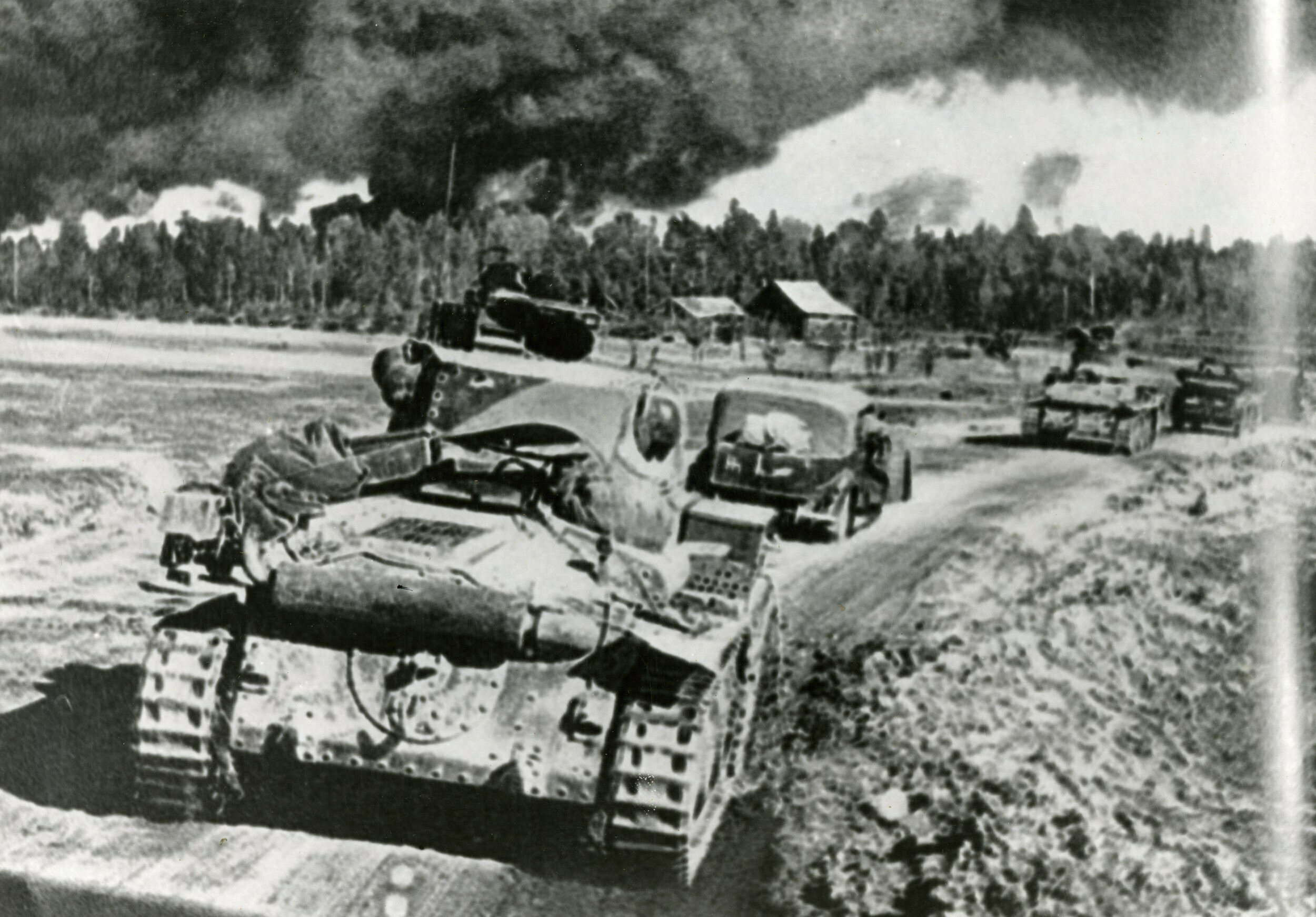
Forțe blindate germane în drum spre Viazma, octombrie 1941.

După încercuirea cu succes în punga Smolensk a Frontului de Vest reconstituit, tancurile Grupului de Armate Centru au primit ordin să se oprească pentru ca infanteria să le poată ajungă din urmă și să lichideze punga. Mai la nord, Grupul de Armate Nord și-a blocat avansul spre Leningrad, iar Grupul de Armate Sud se chinuia să cucerească Kievul. Pentru a securiza flancurile Grupului de Armate Centru, Hitler a ordonat ca Armata a 3-a Panzer să fie deviată spre nord, iar Armata a 2-a Panzer să fie deviată spre sud. Formațiunile de infanterie ale Grupului de Armate Centru, Armata a 4-a și Armata a 9-a au primit ordin să sape tranșee și să aștepte ca flancurile lor să fie securizate.
În timpul perioadei de „acalmie” din timpul ofensivei germane, Statul Major General al Armatei Roșii, Stavka, a ordonat formațiunilor Armatei Roșii din jurul Smolenskului și Breanskului să lanseze atacuri frontale asupra Grupului de Armate Centru, în efortul de a respinge Wehrmachtul de pe căile de acces spre Moscova. Ofensivele au fost conduse pe teren accidentat împotriva unor unități aflate în poziții defensive puternice și aproape toate s-au soldat cu dezastre care au slăbit serios formațiunile Armatei Roșii care apărau căile de acces spre capitala Moscova.

## Operațiune
În septembrie 1941, trupele germane din Corpul de Armată XLVII (mot.) (comandantul general al trupelor Panzer era Joachim Lemelsen⁠(d)) a avansat spre și a traversat râul Desna în regiunea de sud-vest a Moscovei. În timpul atacului de străpungere, trupele germane au străpuns Frontul Breansk la 30 septembrie, în timpul operațiunii de încercuire a Armatei a 50-a sovietice. Aceasta a dus la penetrarea poziției Frontului între Armatele a 50-a și a 13-a sovietice. Comandantul Frontului Breansk, Andrei Eriomenko, a adoptat o strategie de apărare în profunzime, în care rezervele Frontului erau formate din două divizii de pușcași, o divizie de tancuri și o brigadă de tancuri concentrate în zona Breansk. Cu toate acestea, în cursul operațiunii, trupele Corpului de Armată XXXXVII au cucerit Karaciev⁠(d) (Карачев) și au reușit să avanseze spre estul orașului la 6 octombrie, încercând în același timp să se unească cu trupele Corpului XXXXIII care venea din direcția opusă.
Acest lucru a forțat Armatele a 50-a și a 13-a sovietice și Grupul Operațional al generalului-maior A. N. Erimakov să se retragă pentru a evita încercuirea și, în consecință, Breanskul a fost evacuat fără lupte semnificative. Cu toate acestea, orașul a fost supus artileriei grele și bombardamentelor aeriene care au distrus mari părți din Breansk.
Armata Roșie, ca parte a Operațiunii Defensive Oriol-Breansk (30 septembrie 1941 – 23 octombrie 1941), a avut pierderi de peste 80.000 de morți în oraș și în împrejurimi și aproximativ 4.062 de soldați răniți și spitalizați. Alți 50.000 de prizonieri au fost luați, înainte ca trupele Corpului de Armată XXXXVII să se îndrepte spre următorul său obiectiv, Oriol.

## Urmări
Datorită încercuirii cu un singur braț realizată de trupele lui Guderian, germanii au distrus toate forțele Armatei Roșii care apărau căile de acces dinspre sud către Moscova, deschizând astfel drumul spre Tula. Orașul se afla în centrul unui nod rutier și feroviar din sudul Moscova, iar capturarea sa a fost vitală pentru ofensiva de la Moscova. După încercuirea Frontului Breansk, Guderian se afla mai aproape de Tula decât cea mai apropiată formațiune a Armatei Roșii. Totuși, întârzierea provocată de lichidarea pungilor de front a dat celor din Stavka timp prețios pentru a trimite întăriri în sudul Moscovei, stabilizând astfel frontul. Când Guderian a reluat atacul, nu a reușit să cucerească Tula și a ales în schimb să ocolească orașul. Acest lucru a dus la constrângere logistică severă asupra restului campaniei de la Moscova. Când Stalin a ordonat contraatacul de la Moscova în decembrie, controlul Armatei Roșii asupra Tulei l-a obligat pe Guderian să retragă Armata a 2-a Panzer din Moscova, încălcând astfel un ordin direct dat de Hitler, ceea ce a dus la demiterea lui Guderian în ianuarie 1942. Pentru a i se onora poziția sa hotărâtă în aceste evenimente, Tula a primit titlul de Oraș Erou în 1976.

### Inspirație pentru AK-47
Mihail Kalașnikov a servit ca sergent comandant de tancuri T-34 în cadrul Regimentului 24 Tancuri, Divizia 12 Tancuri din Corpul 8 Mecanizat staționat în Strîi (un total de 31 de tancuri KV-1 și 10 tancuri T-34) înainte de a se retrage după Bătălia de la Brodî, regimentul devenind în curând parte a Brigăzii 159 Tancuri. Kalașnikov a fost rănit în timpul bătăliei, dar a ajuns pe jos la spital, unde a primit îngrijiri medicale. Aceasta nu a fost prima bătălie a lui Kalașnikov. În perioada în care s-a recuperat după răni, Kalașnikov a început să sufere de stres posttraumatic și „a devenit obsedat de crearea unei mitraliere care să-i alunge pe germani din patria sa. Mulți oameni cred în mitul care spune că, în mare parte, Kalașnikov  a copiat pușca de asalt germană Sturmgewehr 44. Cu toate acestea, atunci când este examinată, pușca Sturmgewehr 44 este foarte diferită ... și conține un mecanism de tragere complet diferit. În esență, Sturmgewehr 44 are mult mai multe asemănări cu pușca Heckler & Koch HK G3⁠(d) decât cu AK-47.”

## În cultura populară
Bătălia de tancuri este arătată pe scurt la începutul filmului din 2020, Kalașnikov, regizat de Konstantin Buslov. Scena bătăliei cu tancuri a fost filmată în complexul cinematografic Voienfilm de lângă Medin, districtul Medinski, regiunea Kaluga, folosindu-se decorurile din filmul Ultima frontieră (2020).